# ایستگاه رزدیل (تورنتو)
ایستگاه رزدیل (انگلیسی: Rosedale station) یک ایستگاه متروی زیرزمینی در خط یک یانگ–یونیورسیتی متروی تورنتو است.